# Cộng hòa Cispadane
Cộng hòa Cispadane (tiếng Ý: Repubblica Cispadana; tiếng Pháp: République cispadane; tiếng Anh: Cispadane Republic) là một nước cộng hoà vệ tinh, phụ thuộc vào Đệ Nhất Cộng hòa Pháp, lãnh thổ của nó ở phía Bắc Bán đảo Ý, thành lập vào năm 1796 bởi Napoleon Bonaparte. Một năm sau đó, nó được sáp nhập với Cộng hòa Transpadane (trước đây là Công quốc Milan) để tạo thành Cộng hòa Cisalpine. Cộng hòa Cispadane là quốc gia có chủ quyền đầu tiên trên bán đảo Ý sử dụng cờ ba màu của Ý.

## Lịch sử

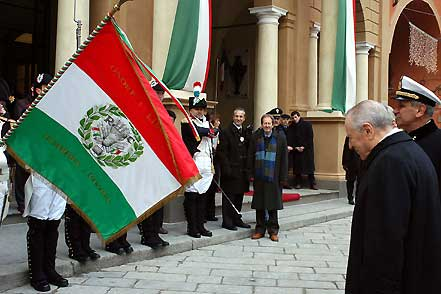
Cựu Tổng thống Cộng hòa Ý Carlo Azeglio Ciampi tôn vinh lá cờ của Cộng hòa Cispadane, trong Ngày Tricolor vào ngày 07/01/2004 tại Reggio Emilia

Vào ngày 16/10/1796, một đại hội được tổ chức tại Modena sau khi người cai trị của công quốc là Công tước Hercules III, đã chạy đến Venice để trốn tránh sự tiến công của Pháp. Đại hội có sự tham gia của đại diện từ các tỉnh Modena, Bologna, Ferrara và Reggio Emilia, tất cả đều nằm ở phía Nam Sông Po.
Người triệu tập Đại hội chính là tướng Napoleon Bonaparte, chỉ huy của quân đội Pháp ở miền Bắc Bán đảo Ý, mục đích của ông là ổn định tình hình ở các vùng đất mới chiếm để tập hợp quân đội tiếp tục tấn công quân Áo.
Đại hội tuyên bố thành lập Cộng hòa Cispadane từ lãnh thổ của 4 tỉnh, một lực lượng dân sự được thành lập để bảo vệ lãnh thổ. Trong phiên họp ngày 07/01/1797, tại Reggio Emilia, đại hội quyết định thành lập chính phủ.
Vào ngày 29/06/1797, Cộng hòa Cispadane hợp nhất với Cộng hòa Transpadane để tạo thành Cộng hòa Cisalpine.